# Raffaello
Raffaello, Раффаэлло — марка конфет, выпускаемых итальянской компанией Ferrero с 1990 года.
Конфета представляет собой вафельный шарик, внутри которого находится молочный крем и целый миндальный орешек. Снаружи конфета покрыта белой глазурью и обсыпана кокосовой стружкой.
Конфеты упаковываются в бумажные и металлические коробки различной формы, выполненные в бело-красных тонах. Каждая конфета находится в индивидуальной бумажной или полимерной обёртке. Масса одной конфеты 10 грамм.
В 2009 году Раффаэлло было признано «Маркой № 1 в России» в сегменте конфет в коробках. В 2010 году производство конфет было налажено в селе Ворша Владимирской области.
Из-за большой популярности конфет их название стало неофициально использоваться в названии некоторых десертов, тортов и пирожных, в составе которых используется кокосовая стружка. Популярность и высокая стоимость конфет также послужили причиной появления на российском рынке подделок Раффаэлло и конфет с другим названием, но похожих на Раффаэлло по составу и оформлению упаковки (например Адель от кондитерской фабрики Акконд).